# Hockey sur gazon en France

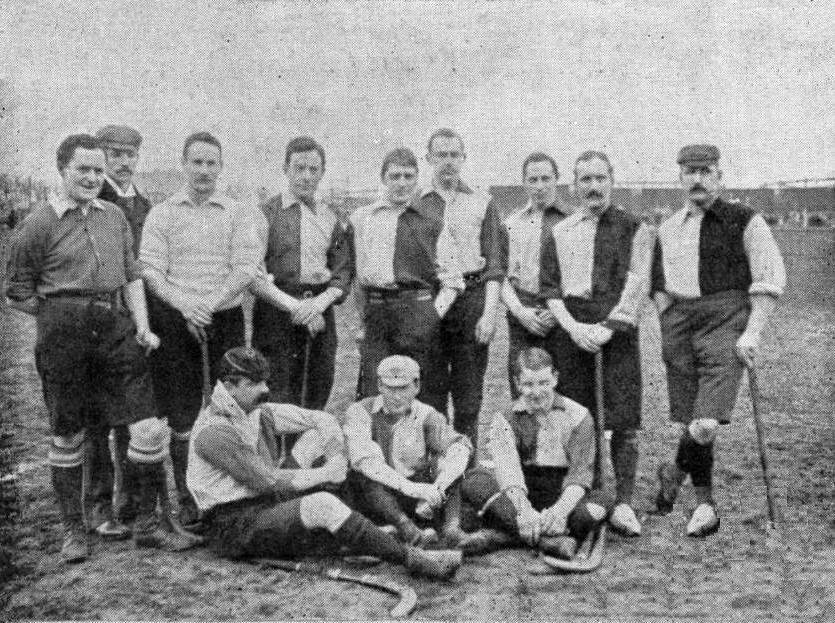
L'équipe U.S.F.S.A. de Hockey en avril 1899.

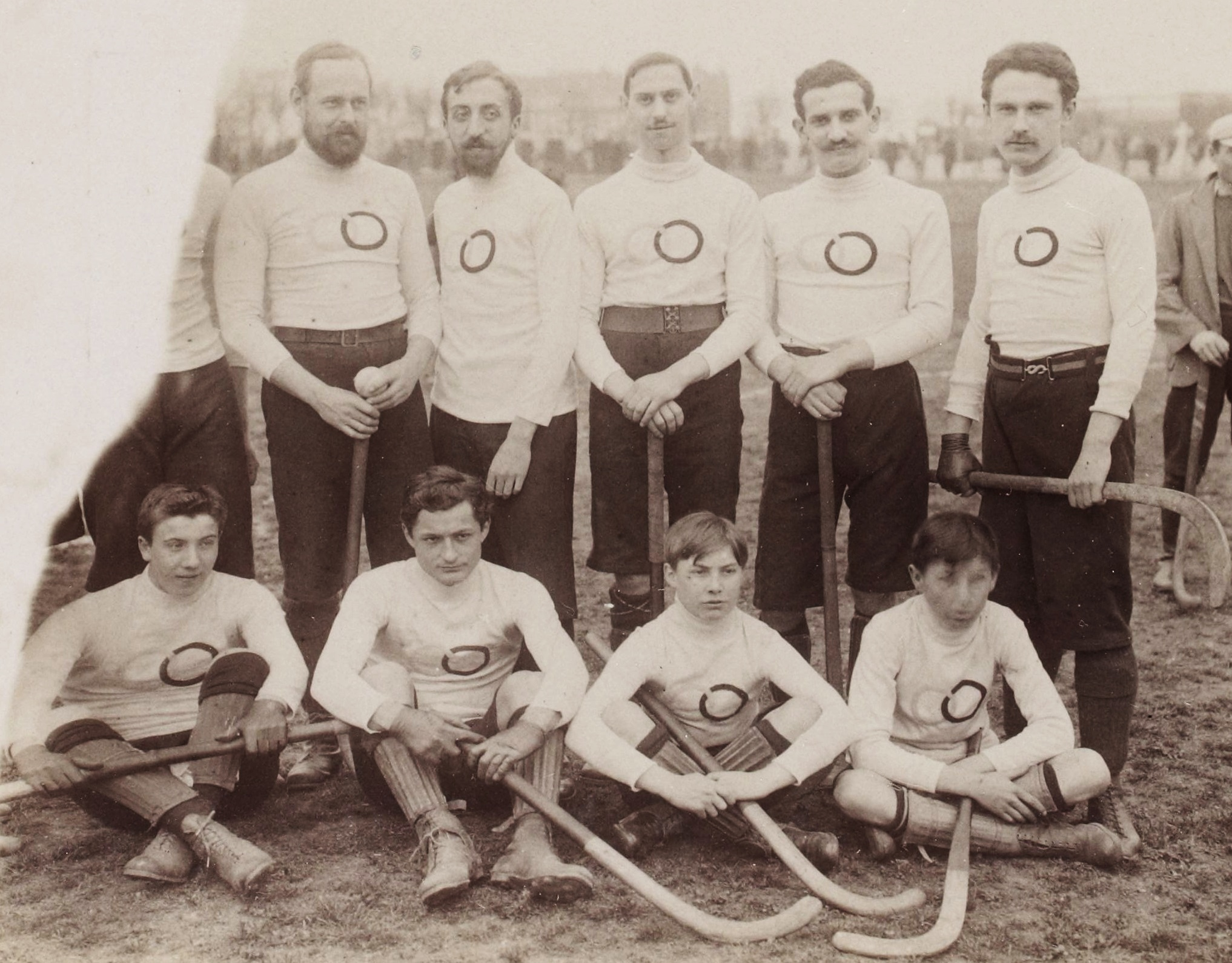
L'équipe de France, toujours en 1899 (capitaine haut à G.).

Le hockey sur gazon en France. 

## Organisation
Le hockey sur gazon est géré en France par la Fédération française de hockey (FFH) fondée en 1924. Avant cette date, c'était l'USFSA qui gérait le hockey français depuis 1899. La FFH regroupe plus de 9200 licenciés pour 123 clubs en 2006.
L'équipe de France de hockey sur gazon et l'équipe de France de hockey sur gazon féminin représentent la France dans les compétitions internationales. 
Pour les clubs, le championnat de France se tient depuis 1899. Aujourd'hui, les principales compétitions sont le Championnat élite (masculins) et le Championnat élite F (féminines ; depuis 1923). 
Les tenants du titre élite en 2015 sont le Racing Club de France chez les messieurs et l'Iris Lambersart chez les dames.